# Estreito da Calheta
Estreito da Calheta ist eine portugiesische Gemeinde (Freguesia) im Kreis Calheta (Madeira). In ihr leben 1578 Einwohner (Stand 19. April 2021).